# Wahpekute

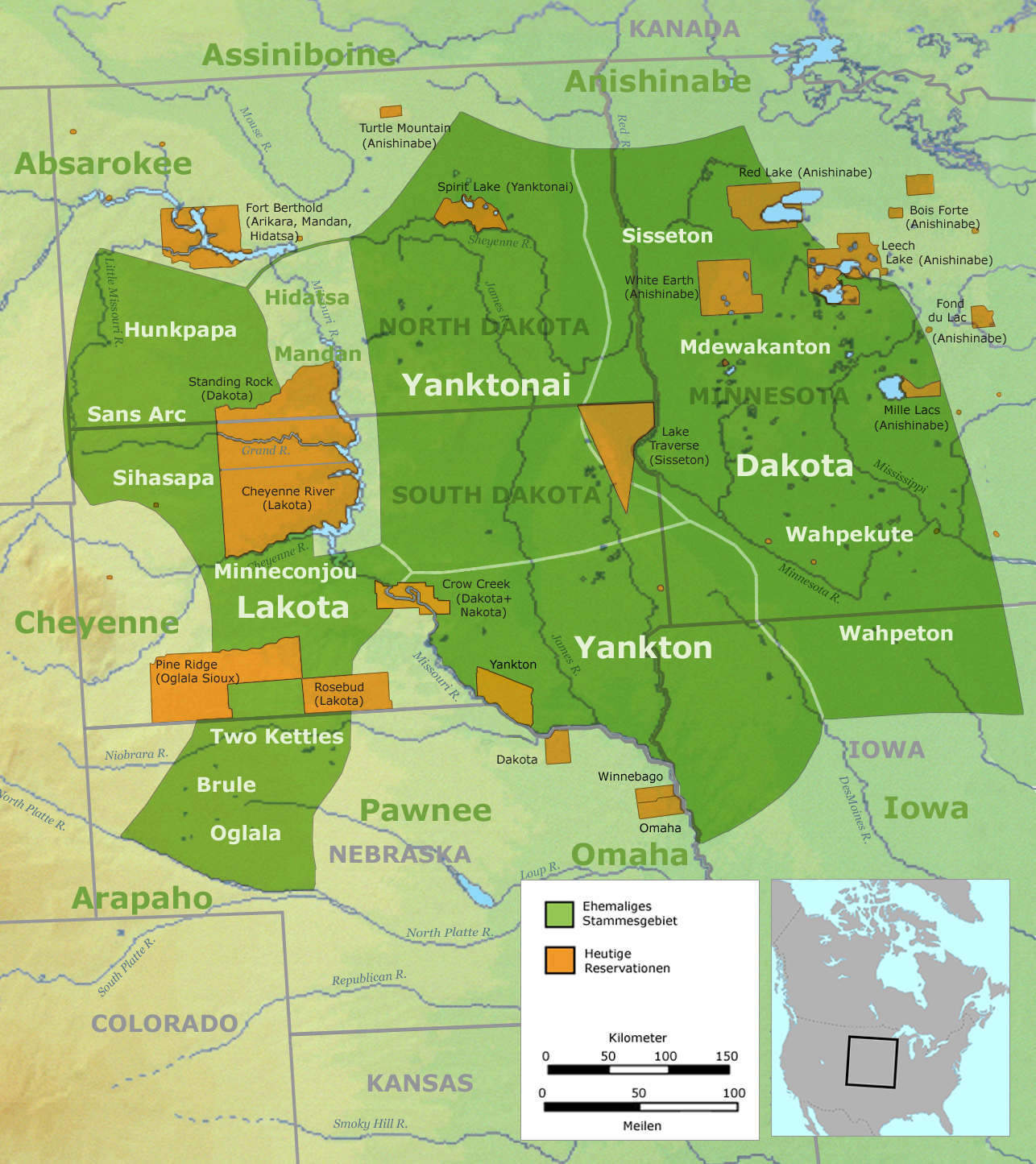
Ehemalige Stammesgebiete der Sioux-Gruppen: der Östlichen Dakota (inklusive der Wahpekute), der benachbarten Westlichen Dakota (Yanktonai und Yankton) sowie Lakota-Stämme und heutige Reservationen

Die Wahpekute oder Waȟpékhute (‘Shooters Among the Trees’, Wahpe – ‘Laub, d. h. Bäume’; Khute – ‘schießen’, -'Schützen im Laubwald') sind einer der vier Otonwepi (Untergruppen) der Östlichen Dakota, der östlichen Dialekt- und Stammesgruppe der Sioux aus der Sioux-Sprachfamilie.
Man vermutet, dass die Mdewakanton / Mdewakaŋtoŋwaŋ / Bdéwákhathuŋwaŋ die Ursprungsgruppe bildeten, von der sich die anderen drei Östlichen Dakhóta-Gruppen (Otonwepi), die Sisseton / Sisíthuŋwaŋ, die Wahpeton / Waȟpéthuŋwaŋ sowie die Wahpekute / Waȟpékhute, irgendwann getrennt haben. Einst wurden nur die Mdewakanton und später die eng verwandten und verbündeten Wahpekute als „Santee“ bezeichnet, später übertrug man diese Bezeichnung auf alle Otonwepi (Gruppen) der Östlichen Dakhóta, so dass man heute unter „Santee“ meist die ganze Stammesgruppe versteht. Dies verdeutlicht nochmals ihre große Bedeutung innerhalb der Östlichen Dakhóta; zudem waren wie bereits erwähnt die Mdewakanton innerhalb der Očhéthi Šakówiŋ („Sieben Ratsfeuer der Sioux“) die führende Otonwe / Tȟuŋwaŋ. Hingegen gelten allgemein die Wahpekute / Waȟpékhute als die kleinste Otonwe / Tȟuŋwaŋ innerhalb der Östlichen Dakota.
In der Literatur sowie Fachliteratur wurden (werden) die „Östliche Dakhóta“ oftmals auch als Santee-Sisseton oder einfach als Santee-Dakota bzw. Santee-Sioux bezeichnet.
Die „Östliche Dakhóta“ sind hierbei jedoch von dem östlichen Sioux-Stamm der Santee (auch: Zantee, Seretee, Seratee, Sattee), die einst entlang des Mittellaufs des gleichnamigen Santee Rivers in South Carolina lebten, zu unterscheiden.

## Očhéthi Šakówiŋ oder die Sieben Ratsfeuer der Sioux
Die Sioux bildeten eine lose Allianz von drei regionalen Dialekt- und Stammesgruppen, die sie Oceti Sakowin oder Očhéthi Šakówiŋ („Das Feuer der sieben Stämme“, „Die sieben Ratsfeuer“) nannten, da sie aus sieben Otonwepi (bluts- sowie sprachverwandte Untergruppen; Singular: Otonwe bzw. Tȟuŋwaŋ) bestanden. Zu den Očhéthi Šakówiŋ gehörten (von Ost nach West) die vier Otonwepi der Östlichen Dakota (Mdewakanton, Wahpekute, Sisseton und Wahpeton), die zwei Otonwepi der Westlichen Dakota (Yankton und Yanktonai) sowie als größte Otonwe/Tȟuŋwaŋ die Lakota/Teton selbst:
1. (Östliche) Dakota oder Dakhóta (auch: Santee-Sisseton oder Santee)
- Santee (Isáŋyathi - ‘Knife Makers’) oder „Upper Council of the Dakota“, „Upper Sioux“
  - Mdewakanton oder Mdewakaŋtoŋwaŋ / Bdéwákhathuŋwaŋ (‘Dwellers of the Spirit Lake/Sacred Lake’ – „Bewohner/Volk des/am Bdé Waḳaŋ / Mde Waḳaŋ, d. h. Mille Lacs Lake“)
  - Wahpekute oder Waȟpékhute (‘Shooters Among the Trees’ – „Schützen im Laubwald“, nomadisierende Gruppe, daher fehlt der Namenszusatz Tȟuŋwaŋ bzw. Othúwahe – „Dorf“ oder „Siedler“)
- Sisseton oder „Lower Council of the Dakota“, „Lower Sioux“
  - Sisseton oder Sisíthuŋwaŋ (‘Dwellers in the Swamps’, ‘Fish Ground Dwellers’, ‘Marsh Dwellers’, ‘People of the Marsh’)
  - Wahpeton oder Waȟpéthuŋwaŋ (‘Dwellers Among the Leaves’)

2. Westliche Dakota oder Dakȟóta (auch: Yankton-Yanktonai), früher fälschlich als Nakota bezeichnet (dem Autonym der feindlichen Stoney und Assiniboine)
- Yankton oder Iháŋktȟuŋwaŋ (‚People of the End [of the Village]‘, ‚Village at the End‘)
- Yanktonai oder Iháŋktȟuŋwaŋna (‚People of the End [of the Little Village]‘, ‚Little Dwellers at the End‘, ‚Little Village at the End‘)

3. Lakota oder Thítȟuŋwaŋ / Teton („Bewohner der Prairie, d. h. der Ebenen“)
Die Mdewakanton waren bis zum Aufstand der Östlichen Dakota 1862 in Minnesota die führende Otonwe / Tȟuŋwaŋ der Očhéthi Šakówiŋ, mussten aber als Folge der Niederlage, bei der sie große Verluste an Menschen und Kampfkraft erlitten, ihre Stellung innerhalb der Allianz an die größte Óšpaye/Oyate (Stamm) der Lakota, den Oglala, abtreten.
Die Sprecher der einzelnen Dialekte hatten keine Schwierigkeiten, einander zu verstehen. Während Dakhótiyapi (Santee-Sisseton) und Lakȟótiyapi heute noch von vielen Sioux gesprochen wird, ist die Dialektvariante des Dakȟótiyapi (Yankton-Yanktonai) nahezu ausgestorben.
Ursprünglich zählten die Assiniboine (und deren enge Verwandte, die Stoney) ebenfalls zu den Sioux-Völkern, hatten sich jedoch bereits Mitte des 17. Jahrhunderts mit den zahlreicheren Woodland und Plains Cree verbündet und eine starke Handels- und Militärallianz gegründet, die bald als Cree-Assiniboine bzw. Cree-Konföderation oder Iron Confederacy („Eiseren Konföderation“) bezeichnet wurde, die verbündeten Stämme bezeichneten diese Allianz nach den zwei dominierenden Völkern einfach als Nehiyaw-Pwat (in Cree: Nehiyaw – „Cree“ und Pwat oder Pwat-sak – „Sioux (Feinde)“). Bereits im 17. Jahrhundert berichteten die europäischen Händler und Reisenden, dass die Assiniboine als Zweitsprache das Cree nutzen – viele Cree Bands sprachen ebenfalls Assiniboine. Als mächtige Zwischenhändler im Pelzhandel gelangten diese daher auch an europäische Waffen und diese bessere Waffenausrüstung gestattete der Cree-Assiniboine-Konföderation die Expansion nach Westen, Süden und Norden, wobei sie militärisch gegen die Chipewyan im Norden und die Dakota im Süden (1670–1700) vorgingen. Spätestens als Anfang des 18. Jahrhunderts sich west- und südwestwärts gezogenen Bands der Manitoba Saulteaux/Westliche Saulteaux (Plains Ojibwe) (Erzfeinde der Sioux-Völker) der Cree-Assiniboine-Konföderation anschlossen und nun gemeinsam gegen benachbarte Stämme vorgingen, betrachteten die Sioux (Östliche Dakota, Westliche Dakota und Lakota) die Assiniboine und Stoney nicht mehr zu den Očhéthi Šakówiŋ / Oceti Sakowin zugehörig – da diese nun zu ihren Feinden zählten, wurden sie einfach als Hohe („Rebellen“) bezeichnet.

## Stämme und Bands der Wahpekute
Wie bereits erwähnt, bildeten die Wahpekute (Waȟpékhute) zusammen mit drei weiteren Otonwepi (bluts- sowie sprachverwandte Untergruppen; Singular: Otonwe bzw. Tȟuŋwaŋ) – den Wahpeton (Waȟpéthuŋwaŋ), Sisseton (Sisíthuŋwaŋ) und den Mdewakanton (Mdewakaŋtoŋwaŋ) zusammen die Östlichen Dakhóta.
Ebenso wie die „Očhéthi Šakówiŋ (Sieben Ratsfeuer der Sioux)“ unterteilten sich die Wahpekute selbst wiederum in sieben Óšpayepi oder Oyate (Singular: Óšpaye, Stämme), die wiederum in zahlreiche separate Thiyóšpaye (Bands) aufgeteilt waren. Jede Thiyóšpaye wurde durch einen eigenen Ithacha / Itháŋčhaŋ (Häuptling) und einen diesen beratenden Stammesrat – bestehend aus den Anführern der Okhódakichiye (Krieger- bzw. Militärgesellschaften), den Akíčhita/Akichita (wörtlich: „Krieger, Soldat“, fungierten als Lagerpolizei) sowie zudem Waphíya wičhášta (Heiliger Mann, in der Funktion eines Priesters) und Phežúta Wičhášta (Heiler oder Geistheiler). Daneben gab es auch noch den Kriegshäuptling, der die Krieger im Krieg anführte. Die einzelnen Bands (meist ca. 50 bis zu 100 Personen) wiederum unterteilten sich nochmals in mehrere Wicoti (Lokalgruppen) (engl. local bands), die sich aus einer bzw. mehreren Großfamilien (engl. extended families) zusammensetzten und gemeinsam ein Wichóthipi (Lager (Camp)) bildeten; somit waren deren Angehörige durch Blut, Heirat und Adoption miteinander verbunden. Die kleinste organisatorische Einheit bildete die Thiwáhe/Tiwahe (Kernfamilie), die meist ein Thípi („Behausung“, mit dem Begriff wurde sowohl das Erdhaus als auch das Tipi bezeichnet) oder zwei benachbarte Tipis bewohnte und somit einen gemeinsamen Tiohnake (Haushalt) bildete.
Manchmal werden jedoch die hier als „Otonwepi“ bezeichneten vier Gruppen der Östlichen Dakhóta innerhalb der Očhéthi Šakówiŋ („Sieben Ratsfeuer der Sioux“ – bestehend aus sieben Otonwepi) nicht als Otonwepi (Untergruppen), sondern als Óšpayepi/Oyate betrachtet (im Sinne von Bands begriffen; im Unterschied zum Otonwepi-Konzept, das unter dieser Bezeichnung Stämme versteht), die nach dieser Auffassung mehrere Thiyóšpaye (Großfamilien; im Unterschied zum Otonwepi-Konzept, das unter dieser Bezeichnung Bands versteht) umfassten, die sich wiederum aus zahlreichen Thiwáhe/Tiwahe (Kernfamilien) zusammensetzten. Im Otonwepi-Konzept ist die Thiyóšpaye hingegen eine Band, die sich wiederum in mehrere Wicoti (Lokalgruppen – bestehend aus einer bzw. mehrerer Großfamilien) unterteilt, wobei die kleinste soziale Einheit die Thiwáhe/Tiwahe (Kernfamilie) bildet.
Ich folge bei der Listung dem Otonwepi-Konzept (d. h. die hier als Óšpayepi / Oyate von mir gelisteten Gruppen werden lt. anderer Auffassung als Thiyóšpaye (Band) betrachtet):
1. Inyan ceyaka atonwan (‘Village at the Rapid’)
2. Takapsicaotonwan (‘Those who swell at the Shinny-ground’)
3. Wiyaka otina (‘Dwellers on the Sand’)
4. Otehi otonwe (‘Village on the Thicket’)
5. Wita otina (‘Dwellers in the Island’)
6. Wakpa otonwe (‘Village on the River’)
7. Can Kaga otina (‘Dwellers in Log’)

## Wohngebiet
Ursprünglich lebten sie gemeinsam mit den übrigen Sioux-Stämmen im Gebiet westlich der Großen Seen (Bdéthaka / Mdethaka – „großer See“) und südwestlich des Michigansees, wurden aber von Algonkinstämmen nach Westen verdrängt, so dass das Stammesgebiet beider eng verwandter Stämme, der Wahpekute und Mdewakanton, im 19. Jahrhundert am Upper Mississippi River (Mníšošethaka, auch: Haha Wakpa – „Fluss der Wasserfälle/Stromschnellen“ oder Wakpa Tanka – „Großer Fluss“), entlang des Minnesota River (Mini–so–tah Wahk–pah – „leicht wolkiger, rauchender Fluss“) im Minnesota River Valley (Cansa’yapi – „da wo sie die Bäume rot markieren“) und Mille Lacs Lake (Bdé Waḳaŋ / Mde Waḳaŋ – ‘Spirit/Sacred Lake’, dt. „Geistersee/Heiliger See“) im mittleren Minnesota (Mini Sota Makoce – „Land des wolkigen, rauchenden Wassers“, sprich: Mi-NEE-SHO-tah-mah-KO-chay) lag.
Später wurden sie größtenteils von den Anishinabe nach Süden in die Gegend der heutigen Rice, Steele und Dakota Counties südlich der Twin Cities Minneapolis (Bdeota othúwahe – „Stadt der vielen Seen“) und Saint Paul verdrängt.
Ihr Hauptdorf lag nun am Nordwestufer des Cannon Lake (Me-da-te-peton-ka – „See des großen Dorfes“) und sie zogen jährlich den Flusslauf des Cannon River (Iawakáğapi wakpá oder Inyan Bosndata – ‚Standing Rock River‘) und Straight River (Wakpá Owóthaŋna – wörtlich: „Fluss der moralisch starken, geraden, nicht verschlagen Leute“, falsch übersetzt als: „gerader Fluss“, daher auch: „Owatonna River“ genannt) (sowie weiterer Nebenflüsse) hinauf und wieder hinab; ein wichtiger Handels- und Siedlungsplatz war hierbei der Zusammenfluss des Straight River mit dem Cannon River bei der heutigen Stadt Faribault (diese Gebiete waren zwischen den Anishinabe und Dakota immer wieder umkämpft). Der französische Geograph Joseph Nicolas Nicollet vermaß und kartierte das südliche Minnesota für die amerikanische Regierung und nannte den Cannon River River Aux Canots („Fluss mit Kanus“), weil er viele Kanus an der Mündung des Flusses entdeckte, die die Dakota hier vor ihren Feinden versteckt hatten. Später veränderten amerikanische Kartographen den französischen Begriff irrtümlich in Cannon River („Kanonenfluss“). Als einzig nomadisierende Otonwe / Tȟuŋwaŋ der Östlichen Dakota waren sie nicht nur im Flussgebiet des Cannon River anzutreffen, sondern streiften vom Mississippi River im Nordosten und Osten nach Westen und Südwesten bis über den Missouri River im heutigen Süden Minnesotas, zudem nutzten sie auch die Ufer des Vermillion River. Manche Gruppen waren jedoch östlich des Mississippi in ihren einstigen Stammesgebieten zurückgeblieben, hatten mit den nun hier dominierenden feindlichen Anishinabe Frieden geschlossen und beschlossen, integraler Bestandteil der Anishinabe zu werden – sie identifizierten sich ab nun als „Ojibwe“ (Anishinabe). Da beide Ethnien ab nun intensiv untereinander heirateten bildete sich eine neue gemischte Anishinabe-Dakota-Großgruppe innerhalb der Anishinabe, die sog. Biitan-akiing-enabijig (‚Border Sitters‘ – „Jene, die an der Grenze sitzen/wohnen“).
Der Name Sioux ist eine Verkürzung des französischen Namens Nadouessioux, der aus der Algonkinsprache stammt und Kleine Schlangen bedeutet. Das heißt sinngemäß Feinde zweiter Ordnung, zur Unterscheidung von den Hauptfeinden der Algonkin, den Irokesen.

## Geschichte
1826 kam Alexander Faribault ins Rice County und begann, mit den Wahpekute am Cannon River zu handeln. 1834 errichtete er an der Stelle einen ständigen Handelsposten, an der die heutige Stadt Faribault liegt. Er war mit einer Dakotafrau verheiratet und konnte deshalb ihre Sprache fließend sprechen. Er überredete die Wahpekute, ihr Dorf in die Nähe seines Handelspostens zu verlegen. Dort errichteten sie 1835 ihre Rindenhäuser und etwa 40 Tipis unter ihrem Häuptling Visiting Eagle (Besuchender Adler).
In Mendota wurde am 5. April 1851 ein Vertrag unterzeichnet, in dem die Wahpekute der Regierung der Vereinigten Staaten einen Großteil ihres Stammesgebiets überließen und sich verpflichteten, in ein Reservat zu ziehen. Als Gegenleistung sollten sie Geld und Lebensmittel erhalten. Der Amerikanische Bürgerkrieg (1861–1865) führte zu Zahlungsschwierigkeiten und löste eine Hungersnot bei den Dakota aus. Einige Wahpekute verließen deshalb das Reservat und beteiligten sich 1862 am Sioux-Aufstand in Minnesota, der vier Wochen später von amerikanischer Miliz unter Colonel Henry Sibley niedergeschlagen wurde. 38 Dakota-Krieger wurden für Mord und Vergewaltigung zum Tode verurteilt und am 26. Dezember 1862 öffentlich hingerichtet.
Als Folge des Aufstands schloss die Regierung das Reservat, erklärte alle Verträge mit den Dakota für ungültig und versuchte, die gesamte Dakota-Bevölkerung aus Minnesota auszuweisen. Schließlich wurde eine Belohnung von 25 Dollar für den Skalp jedes frei angetroffenen Dakota-Sioux innerhalb Minnesotas ausgesetzt, ausgenommen waren nur 208 Mdewakanton, die einige weiße Siedler während des Aufstands beschützt hatten. Bis zu 1.700 Dakota wurden im Winter 1862/63 in einer Art Konzentrationslager gefangen gehalten, darunter auch die Angehörigen der Wahpekute und Mdewakanton, die man später gemeinsam mit einem Teil der Mdewakanton in das Santee-Reservat in Nebraska brachte. Bei der Volkszählung des Jahres 2000 gab es dort 1.987 Angehörige der Wahpekute-Mdewakanton, jetzt unter dem bundesstaatlich anerkannten Stammesnamen Santee Sioux of Nebraska.

## Heutige Stämme und First Nations der Wahpekute

### Stämme in den USA
Die Wahpekute sind heute in folgenden sechs auf Bundesebene anerkannten Stämmen (federally recognized tribes) organisiert und eingeschrieben:
Vereinigte Staaten – South Dakota
- Flandreau Santee Sioux Tribe[18] (die Flandreau Indian Reservation mit Verwaltungssitz Flandreau, South Dakota, umfasst ca. 10,11 km² Land entlang des Big Sioux River, Moody County, auf der Hochebene namens Coteau des Prairies im Südosten von South Dakota, Stammesgruppe: Dakota, Stämme: Mdewakanton, Wahpekute, Wahpeton, Stammesmitglieder gesamt (Weiße und Indianer): 6.904 (davon 1.401 Sioux), hiervon leben 418, darunter 371 Sioux, im Reservat)

Vereinigte Staaten – Minnesota
- Lower Sioux Indian Community[19] (die Bezeichnung als Lower Sioux rührt daher, dass die Mdewakanton and Wahpekute zusammen oft als die lower bands der Dakota bezeichnet wurden, die Lower Sioux Indian Reservation liegt im Minnesota River Valley (Cansa’yapi – „da wo sie die Bäume rot markieren“), im Redwood County im mittleren Südwesten von Minnesota und umfasst ca. 7,05 km², jenseits des Minnesota Rivers befindet sich Birch Coulee, der Schauplatz der Niederlage einer kleinen Abteilung unter Major Joseph R. Brown am 2. September 1862 während des Sioux-Aufstands von 1862, Verwaltungssitz liegt ca. 3,20 km südlich von Morton, Stammesgruppe: Dakota, Stämme: Mdewakanton, Wahpekute, Stammesmitglieder gesamt: ca. 930, davon leben mehr als die Hälfte auf der Reservation)
- Shakopee Mdewakanton Sioux Community[20] (auch Shakopee Mdewakanton Dakota Community oder Shakopee Tribe, die Shakopee-Mdewakanton-Reservation (vormals: Prior Lake Indian Reservation) umfasst ca. 13,60 km² in den Städten Prior Lake und Shakopee, Scott County im Süden von Minnesota südlich des Minnesota Rivers, ca. 30 km südwestlich der Twin Cities, der Stamm wurde nach Häuptling Sakpe (sprich: ‘Shock-pay’ – Sechs) benannt, der Anführer eines tiwahe namens Teen-tah-o-tan-wa östlich der heutigen Stadt Shakopee war, Stammesgruppe: Dakota, Stämme: Mdewakanton, Wahpekute)
- Prairie Island Indian Community[21] (die Prairie Island Indian Community (Tinta Winta) liegt entlang der bewaldeten Ufern des Mississippi River und Vermillion River, in und in der Umgebung der Stadt Red Wing im Goodhue County im Südosten von Minnesota an der Grenze zu Wisconsin, zusätzlich besitzt der Stamm noch Land außerhalb der eigentlichen Reservation, wodurch sich die Größe des Stammeslandes auf ca. 4,32 km² fast verdoppelt: in Red Wing und im Welch Township, Goodhue County, sowie im Ravenna Township, östliches Dakota County, Stammesgruppe: Dakota, Stämme: Mdewakanton, Wahpekute, Stammesmitglieder gesamt: ca. 800, von denen ca. 200 auf der Reservation leben)
- Minnesota Chippewa Tribe[22] (meist Anishinabe (Chippewa in den USA, Ojibwe in Kanada genannt), viele mit Santee-Dakota-Abstammung, die jedoch heute sich als Ojibwe identifizieren, der Stamm unterteilt sich in sechs Bands, viele von den Ojibwe dominierten und inkorporierten Gruppen können im Allgemeinen durch die individuelle Odoodeman (Clans, singl. odoodem) identifiziert werden: dem Ma'iingan (Wolf Clan), Maanameg (Catfish Clan) und Nibiinaabe (Merman Clan, heute meist ein Clan der Winnebago) gehören oft Nachfahren von Mdewakanton und Wahpekute der Dakota an)
  - Bois Forte Band of Chippewa[23] (Zagaakwaandagowininiwag - ‘Men of the Thick Fir-woods’, meist falsch verkürzt zu Zagwaandagaawininiwag - ‘Men of the Thick Boughs’, einst eine Gruppe der Lake Superior Chippewa oder Gichigamiwininiwag)
  - Fond du Lac Band of Lake Superior Chippewa[24] (Wayekwaa-gichigamiing Gichigamiwininiwag - ‘Lake Superior Men at the far end of the Great Lake’)
  - Grand Portage Band of Chippewa[25] (einst eine Gruppe der historischen Großgruppe der Lake Superior Chippewa oder Gichigamiwininiwag)
  - Leech Lake Band of Ojibwe[26] (auch Leech Lake Band of Chippewa Indians, Leech Lake Band of Minnesota Chippewa Tribe oder Gaa-zagaskwaajimekaag Ojibweg)
  - Mille Lacs Band of Ojibwe[27] (auch Mille Lacs Band of Chippewa Indians (‘Misi-zaaga'igani Anishinaabeg’) oder Mille Lacs and Snake River Band of Chippewa (‘Misi-zaaga'iganiwininiwag’), stammen sowohl von Ojibwe als auch von Dakota ab, alle Trommeln der Mille Lacs Band sind Dakota-Ursprungs, die Gesänge und Melodien sind auch typisch für die Dakota, jedoch wurden die Texte in Ojibwe übersetzt und in dieser Sprache auch gesungen, alle Stammesmitglieder identifizieren sich heute als Ojibwe, auch die mit Dakota-Abstammung)
    - Mille Lacs Band of Mdewakanton Dakota (Mdewakanton und Wahpekute der Santee, die nach der Niederlage bei Kathio Historic District (Battle of Kathio of 1750) (einer Dakota-Siedlung nahe dem heutigen Vineland) einen Großteil ihrer historischen Siedlungsgebiete vom Südufer des Mille Lacs Lake (Bdé Waḳaŋ / Mde Waḳaŋ - ‘Spirit/Sacred Lake’, dt. „Geistersee/Heiliger See“) entlang dreier Seen (Ogechie, Shakopee und Onamia) sowie entlang des Rum River (Watpa waḳaŋ / Wakpa waḳaŋ - ‘Spirit(ual)/Mystic River’, dt. „Geisterfluss/Heiliger Fluss“, benannt nach dem Mille Lacs Lake)[28] südwärts bis zum Zusammenfluss von Mississippi River und Minnesota River (Bdote – „da, wo zwei Wasser zusammenfließen“, der mythische heilige Ursprungsort der Dakota) aufgeben mussten, die meisten Dakota überquerten hiernach den Mississippi River nach Süden und Westen, auf Grund der Heiligkeit des Mille Lacs Lakes blieben jedoch insbesondere Mdewakanton und (einige) Wahpekute Dakota Bands in ihren vormaligen Stammesgebieten zurück und schlossen Frieden, die Bands im Saint Croix River Valley sowie entlang dessen Nebenflüssen Kettle River (Céġa watpa), Snake River und Knife River (benannt nach den Isáŋyathi/Santee Dakota) identifizierten sich ab nun als „Ojibwe“, die Ojibwe mussten im Gegenzug für die friedliche Integration der Dakota deren traditionelle heilige Gebräuche und Gesänge bezüglich des Mille Lacs Lake übernehmen)[29]
    - Mille Lacs Band of Mississippi Chippewa (einst eine Gruppe der mächtigen Mississippi River Band of Chippewa Indians oder Gichi-ziibiwininiwag)
    - Mille Lacs Band of Border-sitter Chippewa (auch St. Croix Chippewa Indians of Minnesota, einst eine Gruppe der historischen St. Croix Band of Lake Superior Chippewa (Manoominikeshiinyag - ‘Ricing Rails’), einer Gruppe der Border Sitters (‘Biitan-akiing-enabijig’), die wiederum eine große Untergruppe der Lake Superior Chippewa oder Gichigamiwininiwag waren; wegen ihrer engen Beziehung zu benachbarten Dakota, wurden die Knife, Rice, Rush, Snake, Sunrise und Apple River Bands als Ojibwe und als Dakota angesehen, Mitglieder dieser Bands trugen (tragen) oft Dakota-Namen und gehören dem Ma'iingan (Wolf) Doodem an, Häuptlinge wie Sakpe (Shak'pi, meist Shackopee) unterzeichneten Verträge sowohl als Ojibwe als auch als Dakota)

  - White Earth Band of Ojibwe[30] (auch White Earth Nation oder Gaa-waabaabiganikaag Anishinaabeg)

Vereinigte Staaten – Nebraska
- Santee Sioux Nation[31] (auch Santee Sioux Tribe of Nebraska,[32] die Santee Sioux Reservation umfasst ca. 447,84 km² im Knox County, im Norden durch den Missouri River begrenzt erstreckt sie sich südwärts über ca. 27 km, sowie von Ost nach West über ca. 21 km. Die Mehrheit der Bevölkerung wohnt im Dorf Santee entlang des Missouri River im Nordwesten der Reservation, Verwaltungssitz ist Niobrara, Nebraska, Stammesgruppe: Dakota, Stämme: Mdewakanton, Wahpekute, ca. 878 Stammesmitglieder lebten 2000 auf der Reservation, hiervon waren 64,10 % Indianer (meist Sioux) und 33,70 % Weiße)

### First Nations in Kanada
Die Nachkommen der Wahpekute sind heute Stammesmitglieder in vier First Nations (manchmal auch Bands genannt) in den Prärieprovinzen Manitoba und Saskatchewan in Kanada:
Kanada – Manitoba
Dakota Ojibway Tribal Council
- Birdtail Sioux First Nation (der Verwaltungssitz Beulah befindet sich auf dem bevölkerungsreichsten und größten Reservat Birdtail Creek #57, ca. 96 km nordwestlich von Brandon, das direkt am Assiniboine River im Südwesten von Manitoba liegt, Stammesgruppe: Dakota, Westliche Dakȟóta, Stämme: Mdewakanton, Wahpekute sowie einige Yanktonai, Reservate: Birdtail Creek #57, Birdtail Hay Lands #57A, Fishing Station #62A,[33] ca. 28,85 km², von den 805 Stammesmitgliedern leben 410 auf der Reservation)

Independent First Nations
- Canupawakpa First Nation[34] (auch Canupawakpa Dakota Nation, die First Nation lebt ca. 72 km südwestlich von Brandon, ca. 27 km südlich von Virden, Manitoba sowie 6 km nördlich von Pipestone, Manitoba, dem Verwaltungssitz. Die Stammesmitglieder haben ihre Sprache beibehalten und ihre Kultur bewahrt. Stammesgruppen: Dakota, Westliche Dakȟóta, Stämme: Wahpekute, Wahpeton, Yanktonai, Reservate: Canupawakpa Dakota First Nation, Fishing Station #62A, Oak Lake #59A, ca. 11,53 km², von den 661 Stammesmitgliedern leben 298 auf den Reservationen)
- Sioux Valley Dakota First Nation[35] (vormals: Oak River Sioux Band, für die heutige First Nation wurde 1873 unter der Führung von Wambdiska (Dolmetscher), Tahampagda (Rattling Moccasins) und dem Häuptling Taninyanhdinazin (Came into sight)  43 km nordwestlich von Brandon, Manitoba, das Oak River Reserve (‘Wipazoka Wakpa’, später Sioux Valley Dakota Nation genannt) errichtet, Verwaltungssitz ist Griswold, Manitoba, Stammesgruppe: Dakota, Stämme: Sisseton, Wahpeton, sowie einige Mdewakanton und Wahpekute, Reservate: Fishing Station #62A, Sioux Valley Dakota Nation, ca. 42,01 km², von den 2.434 Stammesmitgliedern leben 1.368 auf der Reservation)

Kanada – Saskatchewan
File Hills Qu'Appelle Tribal Council
- Standing Buffalo Dakota First Nation[37] (benannt nach Häuptling Tatankanaje (Standing Buffalo), der zusammen mit Häuptling Wapahska (Whitecap), nach dem Sioux-Aufstand von 1862 in Minnesota nach Norden in die Plains von Kanada floh, liegt das Reservat der First Nation ca. 8 km nordwestlich von Fort Qu'Appelle im Süden von Saskatchewan, Verwaltungssitz ist Fort Qu'Appelle, Stammesgruppe: Dakota, Stämme: Sisseton, Wahpeton, einige Wahpekute, Reservat: Standing Buffalo #78, ca. 22,46 km², von den 1.212 Stammesmitgliedern leben 444 auf der Reservation)

Zudem gibt es wahrscheinlich auch Nachkommen von einigen Wahpekute unter den White Bear First Nations, die zumeist aus Angehörigen der Cree, Westliche Saulteaux, Assiniboine (Nakota) und Dakota bestehen.